# Tano Genaro
Tano Genaro, pour l'état civil Genaro Esposito, né le 17 février 1886 à Buenos Aires (Argentine), mort le 24 janvier 1944 à Paris, est un joueur de bandonéon argentin, spécialiste du tango.
Il enregistre dès 1912 quelques faces pour Columbia.
Il arrive en France, à Marseille, en 1920 par le paquebot Garona, avec le musicien Manuel Pizzaro. Les deux bandonéonistes se produisent au cabaret Tamaris. Quelques mois plus tard, ils vont à Paris et constituent l'Orchestre argentin Genaro-Pizzaro, qui se produit au Pavillon Dauphine . Les deux musiciens se séparent et mènent alors leur propre carrière. Tano Genaro enchaîne les contrats, à La Coupole, L'Abbaye de Thélème, Le Club Daunou, Le Claridge .

## Discographie
- Un pionnier du tango argentin à Paris, vol. 1, Music Memoria, 1993